# The Toots

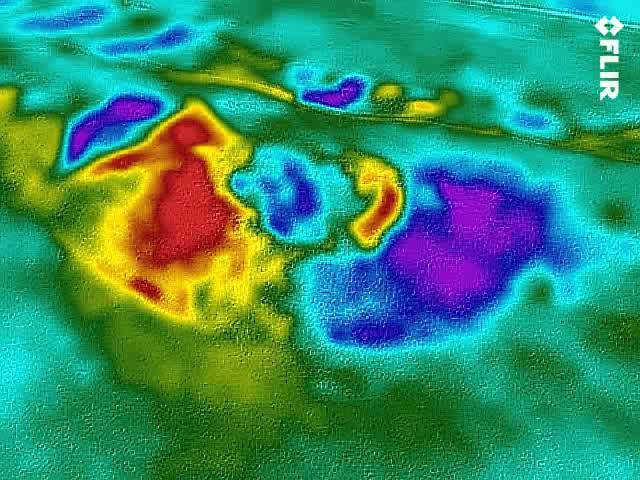
Luft-Thermogramm

The Toots (auch King’s Stanley oder King’s Stanley I genannt) sind die Reste eines großen, nicht systematisch ausgegrabenen Long Barrows an den 210 m hohen Cotswoldshängen von Selsley Common, östlich des Weilers King’s Stanley, südwestlich von Stroud in Gloucestershire in England. Der Langhügel liegt auf dem nordwestlichen Gipfel eines markanten Kamms, der die Wasserscheide zwischen den zahlreichen Nebenflüssen des Nailsworth Stream und des Frome (auch als Stroudwater bekannt) bildet.
Rund 500 Long Barrows und Cairns (deren Gegenstücke im Gebirge) sind landesweit erfasst. Der etwa 73,1 m lange, 27,4 m breite und 3,5 m hohe Langhügel überlebte als rechteckiger Hügel mit einem welligen Profil. Er war Gegenstand zahlreicher früher Teilausgrabungen, die ein Profil hinterließen, das zwei Hügeln ähnelt. Bei einer Ausgrabung im Jahr 1880 wurden Teile einer aus Stein erbauten Kammer und einer Beisetzung entdeckt.
Es wird möglicherweise „The Toots“ (deutsch die Schätzchen) genannt wegen einer Vertiefung in der Mitte, die es so aussehen lässt, als ob er aus zwei eng benachbarten Hügeln besteht. 